# 印尼咖啡產業

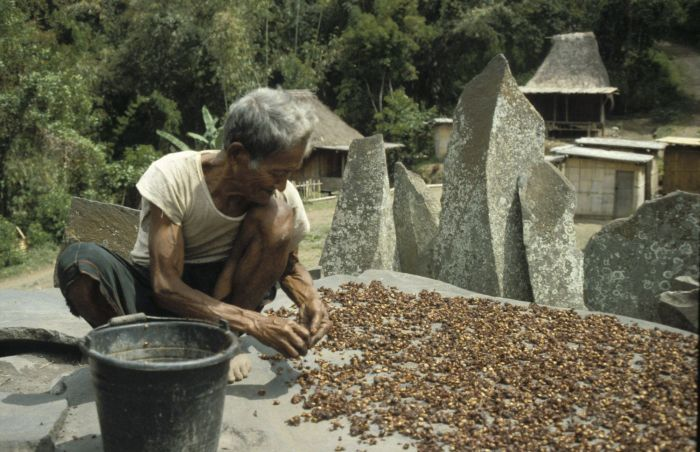
在印尼弗洛勒斯島的恩加達縣，一位在剝離果肉，取出咖啡豆的老人。

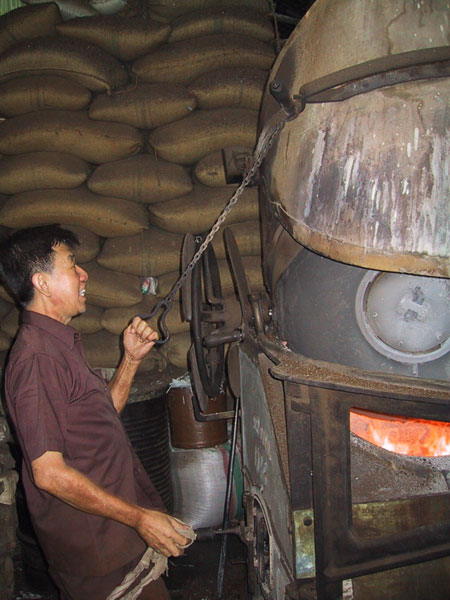
在印尼萬隆的咖啡商Toko Aroma工廠內，正進行烘咖啡豆的作業。

印尼咖啡產業（英語：Coffee production in Indonesia）最早可追朔到公元1600年代末到1700年代初，即荷蘭殖民時代的初期（參見荷屬東印度英文版中#History），咖啡種植在該國的發展中發揮過重要作用。印尼靠近赤道，幾個大島上有許多內陸山區，其中所創造出的微氣候非常適合咖啡種植業經營。印尼在2014年是世界第四大咖啡生產國。
印尼在2017年的咖啡產量估計為660,000噸。該國在2013-2014年財務年度的國內消費量估計為154,800噸。在出口的咖啡中，有25%是阿拉比卡咖啡豆，其餘的是羅布斯塔咖啡豆。一般而言，印尼的阿拉比卡咖啡品種酸度低，口感濃郁，適合用來與中美洲和東非的高酸度咖啡豆混合使用。
根據印尼統計局的數據，印尼在2019年的所有相關咖啡產品出口金額為9億美元。而根據一項即溶咖啡類別，這種產品的出口金額為4.21億美元。

## 歷史
荷屬馬拉巴爾（在印度西南岸）的總督在1696年把在葉門的阿拉比卡咖啡樹幼苗送給駐在巴達維亞城（即今日雅加達）的荷蘭總督。第一批種植的幼苗由於巴達維亞發生洪水而告失敗。第二批樹苗由後來成為VOC總督的Hendrik Zwaardecroon安排運抵印尼。這批樹苗在當地生長良好，VOC在1711年從爪哇向歐洲出口第一批產品，1717年的出口量為2,000磅。這些咖啡豆在阿姆斯特丹以高價出售，1公斤（2磅）的售價接近1個普通人平均年收入的1%。印尼成為阿拉伯半島和衣索比亞之外首個廣泛種植咖啡的地方。

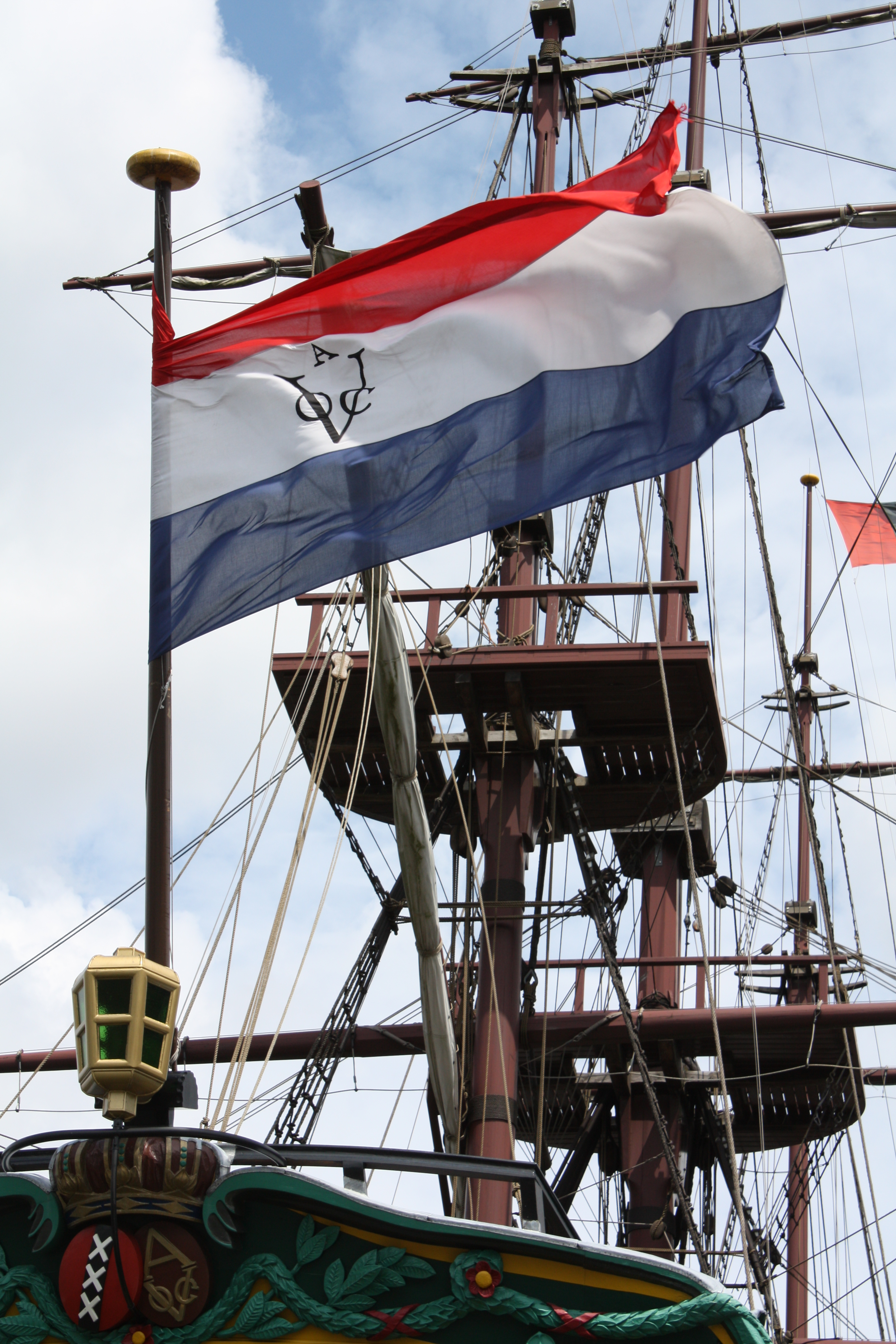
當年荷蘭東印度公司（簡稱VOC）所使用的東印度帆船的複製品。

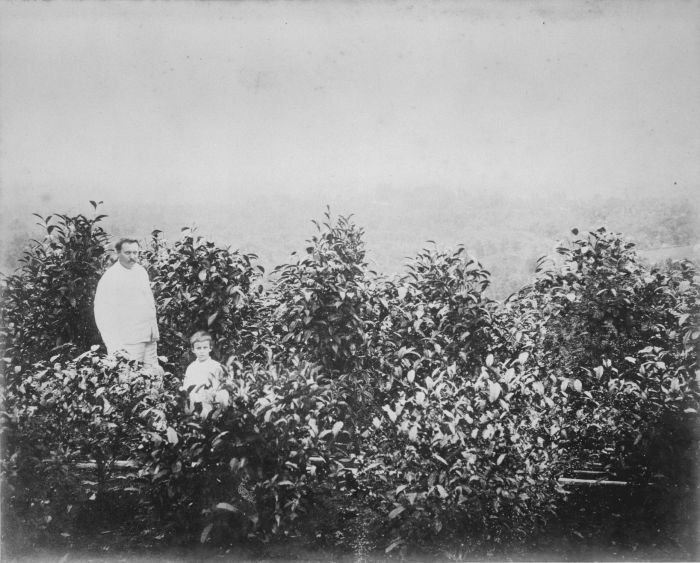
約1870-1900年左右的荷蘭東印度公司在印尼的咖啡園。

當年印尼咖啡豆的出口港是巴達維亞港。自公元397年以來，流經巴達維亞（雅加達）的芝利翁河河口就有座港口，當時屬於印度文化圈的普納瓦曼王國國王在此建立一座稱為巽他格拉巴的城市。今日在雅加達的哥打區（Kota area） 仍可看到當年的海運業遺跡。目前老港口中仍有帆船裝卸貨物。雅加達海事博物館是利用VOC所留下的倉庫（當年存放的就是等待出口的香料和咖啡豆）所建立。古代雅加達港口瞭望塔建於1839年，以取代之前設在碼頭前的瞭望台桿，當年的VOC船隻在此碼頭停靠以裝卸貨物。
在18世紀從巴達維亞運到阿姆斯特丹的咖啡豆售價是每公斤3吉爾德（荷蘭金幣）。由於18世紀一般荷蘭人的年收入在200到400吉爾德之間，這種價錢相當於今日每公斤咖啡豆價值有幾百美元。到18世紀末，當地咖啡價格下降到每公斤0.6吉爾德，咖啡從原本是精英階層的飲品，而普羅大眾也有能力消費。東印度在此一時期是世界上最重要的咖啡供應地，但印尼此種重要地位在1840年代被巴西所超越。
咖啡貿易對VOC和1800年取代VOC的荷屬東印度政府來說是利潤甚高的生意，但對於在1830-1870年受到種植系統 （荷蘭語：Cultuurstelsel）強迫改種咖啡的印尼農民而言，就沒受惠太多。出口作物在收成後被送到政府倉庫作為稅收。咖啡，連同糖和靛藍，是這種高度剝削的殖民制度下的主要作物。Cultuurstelsel系統在西爪哇的帕拉揚干地區以及西蘇門答臘、南蘇拉威西和北蘇拉威西的米納哈薩運作以種植咖啡。作者 Eduard Douwes Dekker（筆名穆爾塔圖里）於1860年撰寫的一本名為《馬格斯·哈弗拉爾（Max Havelaar），或稱“荷蘭貿易公司的咖啡拍賣”》的小說，把前述腐敗的系統，強迫種稻米的農夫改種咖啡的痛苦有清晰的描述，發揮重大的影響力。這本書有助於荷蘭大眾改變對“Cultuurstelsel系統”和殖民主義的看法。而在近日，小說中主人翁Max Havelaar之名被最早的公平貿易咖啡組織之一所採用。
到1870年代中期，荷屬東印度群島在蘇門答臘、巴厘省、蘇拉威西島和帝汶擴大阿拉比卡咖啡種植區。蘇拉威西當地人認為咖啡是在1850年左右開始種植。在北蘇門答臘高地，咖啡首先在1888年於多巴湖附近種植，1924年開始在勞特塔瓦爾湖附近的加約祿斯高地（位於亞齊特區）種植。當時的咖啡也在東印尼的東帝汶和弗洛勒斯島種植。這兩個島嶼最初係由葡萄牙控制，同樣也種植阿拉比卡咖啡，但來自不同的根系。印尼東部的咖啡受到咖啡葉銹病真菌影響的程度低於西部，時至今日，人們仍認為東帝汶的某些咖啡可能是在18世紀所引進。
荷蘭殖民者於18世紀晚期在爪哇東部的伊真高原建立大型咖啡種植園。但災難在1876年發生，當時咖啡銹葉病菌席捲印尼，把大部分阿拉比卡鐵皮卡品種（Typica cultivar）消滅。羅布斯塔咖啡於1900年被引入東爪哇（特別是在低海拔地區）以作替代，因為那兒的咖啡葉銹病尤其嚴重。羅布斯塔咖啡於1915年左右被引入葛林芝火山周圍的小農戶，然後在1920年迅速散步到蘇門答臘島南部，蘇門答臘當地的產量很快超過爪哇的產量。這個地區今天仍然是最重要的羅布斯塔咖啡產區。
印尼獨立（1945年）後不久，爪哇島上荷蘭人擁有的種植園在1950年代歸為國有。由PTPN - Perusahaan Terbatas Perkebunan Nusantara負責管理，並在1950年代引進新品種的阿拉比卡咖啡樹。透過政府以及各種發展計畫的推動，這些新品種也為小農戶所採用。

## 種植
今日印尼有90%以上的咖啡是由小農戶（平均農地面積一公頃左右）所生產。其中有些產品是有機的，許多農民合作社和出口商獲得國際認證，以銷售他們所產的有機咖啡。
印尼透過商業種植的阿拉比卡咖啡品種超過20種，分為6大類：
- 鐵皮卡：這是當初荷蘭人引進的原始品種。1880年代後期，當咖咖啡葉銹病席捲印尼時，這個品種的大部分已經消失。然而在蘇門答臘，仍可找到Bergandal和Sidikalang品種的鐵皮卡，尤其是在較高海拔的區域。
- Hibrido de Timor (HDT) ：這種品種也被稱為“Tim Tim”，是由阿拉比卡和羅布斯塔天然雜交的品種。這品種可能最早起源於1917-18年或是1926年所種植的一棵咖啡樹。[15]HDT於1979年開始在亞齊特區種植。
- Linie S：這是一組最初在印度由波旁咖啡發展而來的變種。最常見的是S-288和S-795，這類咖啡樹分佈於蘇門答臘中北部的林東（托巴湖附近）、亞齊特區、弗洛雷斯島等地區。
- 衣索比亞品種：其中包括在1928年被引進爪哇的Rambung和Abyssinia兩種。之後也被引進亞齊特區。在蘇門答臘另有一組被稱為“USDA”的衣索比亞變種，這種是透過1950年代來自美國的項目所引進，而被取此名。
- Caturra品種：Caturra是波旁咖啡的變種，起源於巴西。
- Catimor變種：這一阿拉比卡和羅布斯塔的雜交品種以味道不佳而聞名。然而Catimor種類繁多，其中之一被農民命名為“Ateng-Jaluk”。亞齊特區持續進行的研究，顯示一種已適應當地環境的Catimor變種可調製出風味絕佳的咖啡

## 蘇門答臘（曼特寧、林東和加約祿斯）
產自印尼最西端島嶼的咖啡風味既生動又復雜，這得益於大量的小農戶和他們所使用的獨特“濕剝法”（半水洗法）加工技術。這個地區的豆子在尚未成熟時，會呈現獨特的藍色。此地咖啡豆的風味獨特是由於加工方法和土壤中缺乏鐵質的緣故。
蘇門答臘咖啡以柔順、口感甘美、平衡及濃郁而聞名。根據單一地區，或是不同地區豆子的混合，可凸顯出土地和加工的風味。一杯調製好的咖啡，會呈現出可可、烟草、煙熏、泥土和雪松木的味道。有時蘇門答臘咖啡會有較大的酸度，而能平衡口感。這種酸度帶有熱帶水果的味道，有時會給人有葡萄柚或萊姆的印象。
Mandheling（曼特寧）是個用於產自蘇門答臘北部的阿拉比卡咖啡的商品名稱。名稱由在蘇門答臘打巴奴里（Tapanuli）地區生產咖啡的曼特寧人而來。曼特寧咖啡的產區在蘇門答臘北部，以及亞齊特區。

### 林東
林東咖啡產於多巴湖西南的林東尼胡塔區（北蘇門答臘）。多巴湖是面大湖，為世上最深的湖泊之一（深度達505米）。咖啡產區在高原之上，當地以軟樹蕨的多樣性而著稱。本地區每年生產15,000至18,000噸阿拉比卡咖啡。鄰近的詩地加蘭地區也生產阿拉比卡咖啡。

### 加約祿斯
加約祿斯是位於蘇門答臘島北端亞齊特區塔肯干鎮和勞特塔瓦爾湖周圍的山坡地區。產區平均海拔在1,110到1,600米之間。咖啡由小農戶利用遮蔭種植方式栽種。加約祿斯咖啡在歐盟和英國使用Kopi Arabika Gayo的產品地理標誌（G.I.）註冊。
這個地區的咖啡通常是由農場使用傳統的半水洗法（濕剝法）加工。由於採用濕剝法，加約祿斯山（Gayo Mountain）咖啡被描述為比蘇門答臘更東部的林東和曼特寧咖啡的色調更深、口感更輕盈。

## 蘇拉威西（拖拉查、卡蘿西、馬馬薩和戈瓦）
印尼蘇拉威西島（以前稱為西里伯斯島），位於婆羅洲的東部。高海拔阿拉比卡咖啡主要產區包括拖拉查高地和其南部的恩雷康地區，咖啡通常在卡蘿西鎮交易。 Kalosi（卡蘿西）是個著名的精品咖啡品牌。馬馬薩（以西）和戈瓦（更往南，靠近望加錫）的地區也生產阿拉比卡咖啡，但較少為人所知。
調製好的蘇拉威西咖啡在杯中給人乾淨、完美的印象。通常帶有堅果或溫暖的香料（如肉桂或肉荳蔻）味道。有時會呈現一抹黑胡椒味道。它們的甘味與大多數印尼咖啡一樣，與咖啡的口感密切相關。回韻覆蓋在味蕾上，讓人覺得順滑柔軟。
在蘇拉威西島，大部分咖啡是由小農戶所種植，其中大約有5%的產量由7個較大的莊園所生產。托拉查人建造的房屋形狀獨特，他們仍使用與死亡和來世有關的古老而復雜的儀式。這種對傳統的尊重也讓蘇拉威西農民在處理咖啡豆時使用獨特的“濕剝法”。

## 爪哇
VOC最早的咖啡種植園建立在西爪哇地區。荷蘭人在17世紀把咖啡樹運送到爪哇（荷屬東印度群島的一部分），並開始廣為種植。爪哇的農業系統隨著時間的推移發生過重大的變化。 1880年代後期的一場銹葉病瘟疫讓在蘇巴布汨地區種植園的阿拉比卡咖啡樹大量死亡，然後再蔓延到中爪哇和東爪哇的部分地區。荷蘭人首先用賴比瑞亞咖啡品種取代原有的阿拉比卡品種，後來再引進羅布斯塔品種。
截至2015年，在爪哇島上舊殖民時代遺留的種植園所產的咖啡豆產量僅佔島上咖啡的一小部分；主要是生產價高的阿拉比卡品種。在蘇美蕩的帕尼士（Paniis）咖啡種植合作社生產約15噸，其中2.5噸是麝香貓咖啡（kopi luwak）。爪哇的阿拉比卡咖啡產出集中在爪哇島東端的伊真高原，當地海拔1,400多米，主要種植在18世紀由荷蘭人建造的大型莊園中。其中5個最大的莊園是Blawan（也拼寫為Belawan或Blauan）、Jampit（或寫為Djampit）、Pancoer（或寫為Pancur）、Kayumas和Tugosari，這5個莊園佔地超過4,000公頃。
這些莊園在採收成熟的咖啡豆之後即迅速運送到自己的工廠。先經過發酵，再透過嚴格品管的水洗法把果皮及果肉除掉。所生產的咖啡豆具有優良、厚實的口感，和甘美的整體感受。豆子的風味有時有點質樸，但有持續的回韻。最好的豆子的口感光滑柔順，有時在回韻中帶有微妙的香草味覺。
這種咖啡被認為是傳統的“爪哇摩卡咖啡”（把葉門和爪哇咖啡調和而成的產物）中的重要成分。某些莊園將一部分咖啡豆存放長達五年，通常是裝在大麻袋裡面，定期晾曬，除去灰塵和快速翻動。當咖啡豆變陳後，顏色會從綠色轉為淺咖啡色，風味增加而酸度降低。陳豆可呈現出包括雪松木，或有肉桂或丁香等香料的風味，並通常會形成濃稠的，幾乎如糖漿般的口感。這種陳年咖啡被稱為Old Government，Old Brown或是Old Java。

## 巴厘島

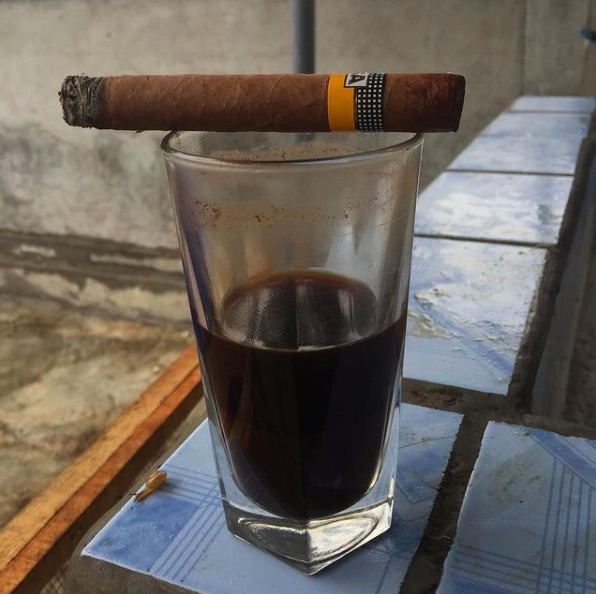
Kopi tubruk是種巴厘島傳統的調製咖啡。

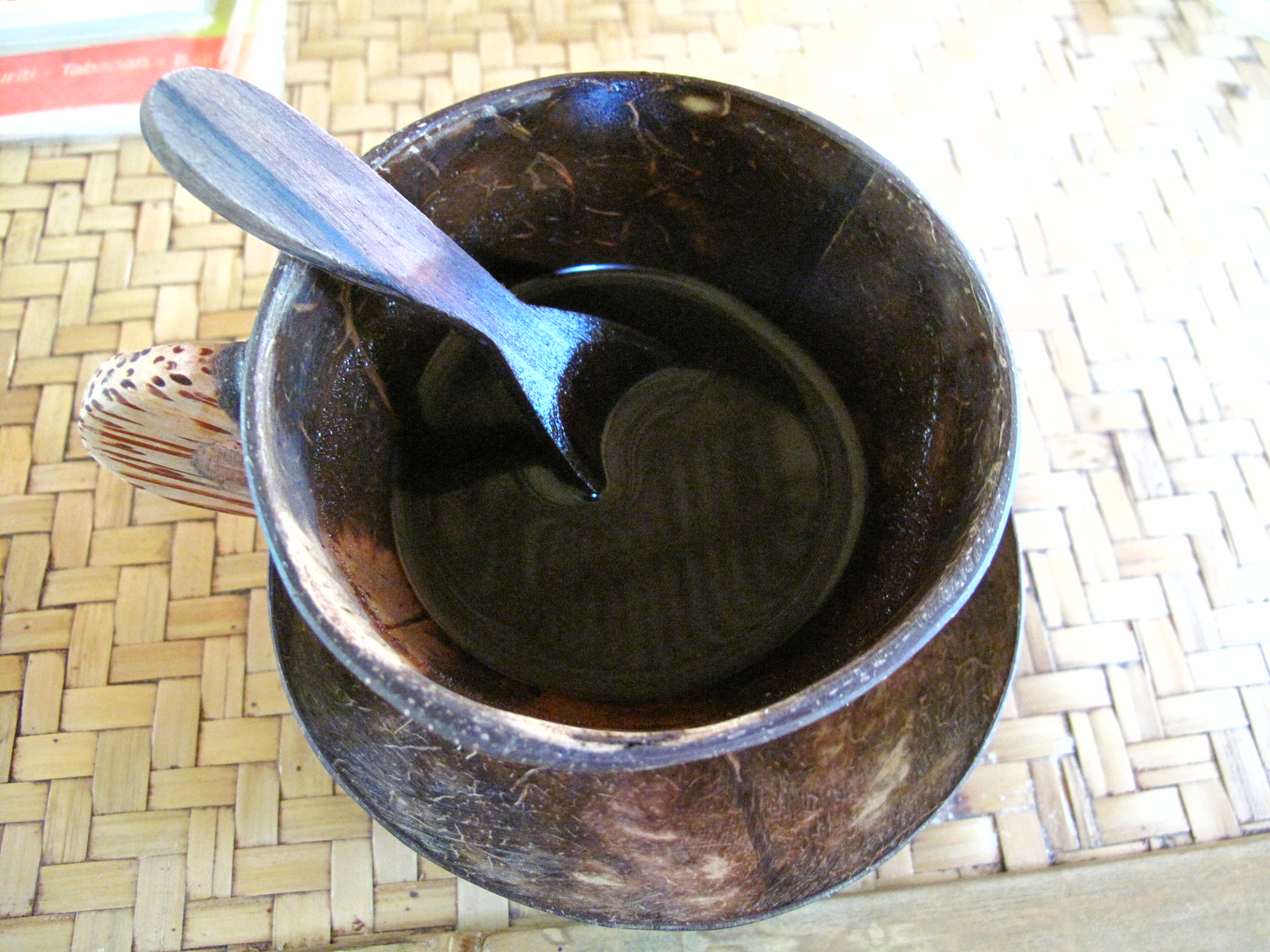
巴厘島咖啡

巴厘島上位於巴圖卡魯（Batukaru）火山和阿貢火山之間的金塔馬尼高原地區，是當地主要咖啡種植區。巴厘島的許多咖啡農戶都使用傳統，被稱為蘇巴克的農業灌溉系統，這種系統根據印度教的“Tri Hita Karana（可概略翻譯為幸福三寶）”。根據這種宗教哲學概念，可達幸福的三個原因是與上帝、他人和環境維繫良好的關係。哲學概念中特別是“幸福與環境共存”有利於有機咖啡的生產（或者至少是使用有機肥料，而少用農業化學品）。
巴厘島上的咖啡利益相關者，包括蘇巴克系統成員，在2008年創建出印尼的首個產品地理標誌（G.I.）這個G.I.為金塔馬尼地區生產及採用Kopi Arabica Kintamani Bali名稱的咖啡提供法律保護。G.I.還可作為一種營銷工具，讓金塔馬尼咖啡與其他地區的咖啡有所區分。
一般來說，巴厘島咖啡是用水洗法加工。這種加工法可產生一種甘、柔和稠度良好的咖啡。典型的風味有檸檬和其他柑橘類的香氣。
巴厘島咖啡每年只收成一次，與其他印尼地區（如蘇門答臘）的不同，通常在7月至9月左右採收。巴厘島的咖啡生產者和印尼其他地區相同，主要由小農戶完成。印尼的省級和國家級對於巴厘島的咖啡生產支持不足，這方面需要加強，也要設法讓生產專業化。
Kopi tubruk是種巴厘島傳統的調製咖啡方式 - 把細磨咖啡粉沖水後，靜置待咖啡粉沉澱，然後喝咖啡，再把咖啡渣棄置。

## 松巴哇島
在松巴哇島上桑加半島坦博拉火山的西坡是當地的主要咖啡種植區。這個地區的咖啡種植至少可以追溯到19世紀初期，在1815年坦博拉火山爆发發生之前。

## 弗洛勒斯島
弗洛勒斯島（Flores為葡萄牙語中花的意思）長360英里，位於巴厘島以東200英里處。當地地形崎嶇不平，有許多活火山和休眠火山。火山產生的灰燼創造出特別肥沃的安多索爾土壤，非常適合有機咖啡的種植。當地人把阿拉比卡咖啡種植在1,200到1,800米的山坡和高原上。當地大多數的咖啡採遮蔭種植方式生產，咖啡豆則用水洗法處理。弗洛勒斯島的傳統風格咖啡以甜味巧克力、花香和木頭香味而聞名。當地有種傳統的加工方式pulped natural（蜜處理），果粒在除去果皮和大部分果肉後，將仍保留部分果肉及包膜的咖啡豆（parchment coffee）乾燥處理，未經歷發酵過程，這種加工方式的咖啡會有一種花卉香味，而受到一些買家高度追捧。

## 巴布亞
新幾內亞是世界第二大島，西半部是印尼的領土，印尼的領土以前稱為“伊里安查亞（Irian Jaya）”，包含巴布亞省和西巴布亞省兩個省。（參見西巴布亞）
在此地有兩個主要咖啡種植區。第一個是位於Jayawijaya地區中部高地，環繞著瓦梅納鎮的巴列姆山谷。第二個是位於高原東部邊緣的納比雷地區，圍繞著毛尼瑪尼鎮的卡姆山谷（Kamu Valley ）。這兩個地區的海拔都在1,400到2,000米之間，適合種植阿拉比卡咖啡。
兩個產地的合併年產量是230噸，已有新的咖啡公司進入此區參與購買以及加工的運作。在巴布亞的咖啡種植地區都極為偏遠，絕大多數的區都沒道路可進入，當地幾乎未曾受到現代世界影響。
所有的咖啡都在朱纓花屬、刺桐屬和合歡樹之下採用遮蔭種植。當地農民用濕剝法加工。這些農戶均不懂得使用化學肥料、農藥和除草劑，使得這兒產出的咖啡既稀有又珍貴。

## 收穫和加工

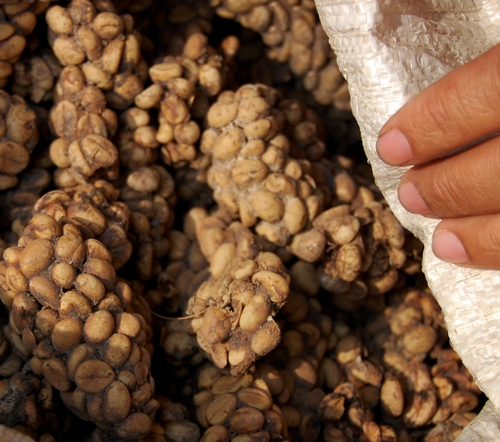
在印尼楠榜，由麝香貓排泄而出的咖啡豆，可用來製作麝香貓咖啡。

所有印尼生產的阿拉比卡咖啡，無論是小農戶或是中型莊園，都使用手工採收。收穫後的加工方式有好幾種，每種都賦予最終產品獨特的風味和香氣。
蘇拉威西、弗洛雷斯島和巴厘島的一小部分阿拉比卡咖啡農戶，以及幾乎所有的印尼羅布斯塔咖啡農戶，都使用最傳統的自然處理法（dry processing）。咖啡果粒經過陽光曬乾，然後直接把果肉和豆子包膜剝離。
蘇拉威西、蘇門答臘、弗洛雷島斯和巴布亞省的大多數農戶使用濕剝工藝。做法是先浸泡果粒，然後使用稱為“luwak”的去果肉機械去除果粒上的皮和肉。然後把仍有粘液覆蓋的咖啡豆存放一天，之後洗掉粘液，留下來的豆子在乾燥之後再出售。
至少有家名為Bai Brands的美國軟性飲料品牌購買這類剝離物用於其產品。除此之外的剝離物均被當廢棄物處理。
咖啡在半濕狀態下脫殼（果肉和皮）後，外觀會呈現出獨特的藍綠色。這過程可降低酸度及增加口感，而呈現出經典的印尼咖啡風味。
在蘇門答臘、爪哇、蘇拉威西和巴厘島，較大的加工廠、莊園和一些農民合作社，會生產“完全水洗”的咖啡。印尼最獨特的咖啡加工法是麝香貓咖啡（kopi luwak）。這種咖啡經由亞洲麝香貓的消化道加工而成。麝香貓吃下成熟的咖啡果，在體內消化過程中會把果粒外層消化掉。排洩出來的咖啡豆被收集和清洗。有人相信kopi luwak的獨特風味至少部分是由在消化過程中，豆子中的鉀鹽被提取而出的結果，這種豆子調製而成的咖啡柔順、溫和和有甘美的回韻。麝香貓咖啡豆非常稀少，每公斤零售價可超過600美元。

## 咖啡研究
印尼咖啡和可可研究所 (Indonesian Coffee and Cocoa Research Institute，ICCRI) 位於爪哇島的任抹。這個機構目前在咖啡領域所做的工作有：
- 土地覆被製圖（英语：land cover mapping）以找出適合種植咖啡的區域
- 研究咖啡樹疾病及找出抗病的品種
- 在改進生產以及加工技術方面給予農戶訓練
- 供應改良品種的咖啡樹苗
- 供應咖啡加工及檢測設備

由美國國際開發總署（USAID）設立的印尼農業綜合企業市場和支持活動 (Indonesia—Agribusiness Market and Support Activity，AMARTA) 在拖拉查、詩地加蘭和加約祿斯等地對Brocap Trap技術的有效性進行研究。Brocap Trap是種用來捕捉咖啡主要害蟲咖啡果小蠹 (CBB)所用的工具，由法國國際農業研究中心（CIRAD）所開發，已受到中美洲的咖啡農戶廣泛採用。

## 咖啡協會
印尼咖啡行業中有三個協會：印尼咖啡出口商協會（Association of Indonesian Coffee Exporters，AICE），印尼語縮為“AEKI”，由印尼的阿拉比卡和羅布斯塔咖啡出口商在1979年成立，負責管理根據國際咖啡協議中印尼得到的出口配額（但會員國在1989年起無法達成配合協議，參見“國際咖啡協議”英文版中#Breakdown of the 1989 agreement）。第二個協會Gabungan Eksportir Kopi Indonesia (GAEKI) 於2011年成立（英文名稱Indonesia Coffee Exporters Association (ICEA)第三個是印尼精品咖啡協會 (SCAI) ，成立於2008年。SCAI成員專注於生產、出口和營銷印尼的阿拉比卡咖啡，會員包括有阿拉比卡咖啡行業的農民合作社（擁有8,050名成員）、出口商、烘焙商、進口商和咖啡零售商。

## 印尼咖啡行業現況

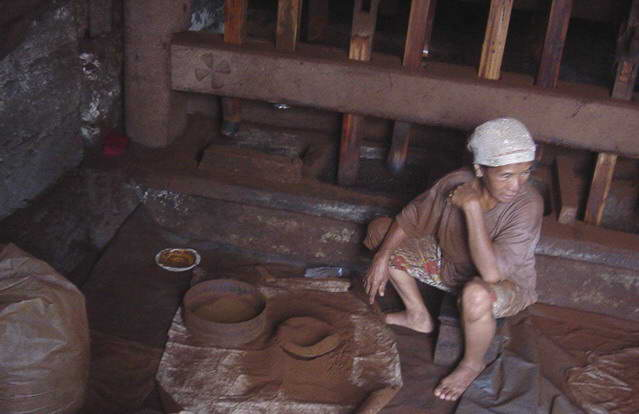
在蘇門答臘的手工研磨咖啡。

印尼咖啡行業規模龐大，但內部多樣而且分散。估計總共有200萬小農戶參與生產，這類人通常分佈在印尼列島中的偏遠村莊中，不同的咖啡產區在生產系統、環境條件、產品品質、採收後加工和價值鏈的架構都不相同。這種獨特的地理環境對物流、支持改進技術和發展出可凝聚的行業組織都是挑戰。大多數咖啡產區的共同點是收穫量低、農民組織薄弱和政府支持不足，原因是咖啡迄今尚未被當作具有戰略意義的作物。
咖啡在印尼通常作為林緣作物而種植，世界自然基金會 (WWF) 在2007年1月報告說，蘇門答臘島南巴里桑山脈國家公園的土地被非法清理後，用於種植咖啡。而那兒是瀕臨滅絕的蘇門答臘虎、蘇門答臘象和蘇門答臘犀的家園，WWF預測，如果繼續開墾和耕作，這些物種將在10年內滅絕。該地區經過遙測圖像檢查後也支持這些看法。WWF表示，這些非法種植的咖啡最終出售給如雀巢和卡夫食品等西方公司。

## 羅布斯塔咖啡
；種植區
適合種植羅布斯塔咖啡地區的海拔比阿拉比卡咖啡的要低。蘇門答臘島是印尼最大的生產地，楠榜省、南蘇門答臘省和明古魯省三省所產的佔全國咖啡總產量的50%， 佔羅布斯塔咖啡產量的75%。婆羅洲（也稱為加里曼丹）、蘇拉威西、巴厘島和弗洛勒斯島則有較小的產量。
；生產和加工
通常羅布斯塔咖啡由小農場種植，它們的平均土地面積為一公頃。收穫方式是把整條樹枝上的果實（成熟和綠色的果實）一起剝下。農民花上三週時間把整批果實乾燥，再把乾燥後的果實除去果肉，然後出售給收購者，收購者將它們出售給出口商，也在國內市場銷售。出口商將果實乾燥至僅含12%至13%的水分，然後進行分類以及分級。這類咖啡豆通常以散裝的方式出口，而阿拉比卡咖啡豆係透過貨櫃出口。
有小部分的羅布斯塔咖啡在收成後會使用與阿拉比卡咖啡一樣的水洗方式加工。
；市場
大部分的印尼羅布斯塔咖啡用於製造即溶咖啡和其他的製品。印尼國內每年消耗15萬噸此類咖啡。羅布斯塔咖啡主要外銷到美國、西歐國家和日本，但來自新興市場如俄羅斯、中國、台灣、韓國和馬來西亞的需求正在增加中。
羅布斯塔咖啡也是傳統的濃縮咖啡混合成品的重要成分，這種咖啡豆給濃縮咖啡添加獨特的風味，以及那層浮在一杯咖啡上不可或缺的咖啡脂（crema）。

## 因應印尼獨特的潮濕氣候出現的濕剝式咖啡豆處理法
印尼群島分佈於北緯6度、南緯11度，東經95度至141度之間，赤道貫穿全境，東西達5,300公里，南北約2,100公里，位居亞洲大陸及澳洲間，是全球前三大咖啡生產國，整個印尼群島最好的種植區分別在蘇門答臘島(Sumatra)、蘇拉維西島(Sulawesi)以及爪哇島(Jawa)。

## 濕剝式咖啡豆處理方法
一般傳統的水洗式、日曬處理法，通常在都是等到咖啡果實的水分降到剩13%左右的時候才開始進行去殼的動作，這個時候的咖啡豆因為含水量比較低，質地也會相對堅硬不容易被破壞，但這樣做的缺點就是整體的製程比較長，一般自然日曬的情況下通常需要30天左右才能販售。
但印尼由於位在赤道上天氣炎熱，加上海島型潮濕的氣候，必須採用短時間乾燥的方式，因此當地的咖啡農在咖啡果實摘下來就會先進行水洗發酵，在發酵完會立刻將咖啡果實倒入去果皮機去除豆子的果肉及果殼，而這個時候的水份含量約30~40%，在進行日曬乾燥或是人工乾燥將咖啡果實的含水量降低至13%左右，這種方式可以節省至少3成的製程時間。

## 濕剝式咖啡豆處理法的缺點
過早將果殼去除會帶來一些瑕疵，在咖啡果實含水量還有30~40%的時候進行機器脫殼，由於質地還太軟，容易將生豆壓傷，因此經常出現羊蹄狀的咖啡生豆。
另外在早刨除果殼，生豆遭受菌類污染的機率也會大幅提升，以樹男本身的經驗，濕剝式咖啡豆瑕疵的比例比其他產區還要高將近3成，但是也相對帶來一些不一樣的特殊風味，例如木質、香料、藥草、土壤等。

## 外部連結
- 维基共享资源上的相關多媒體資源：印尼咖啡產業